# 四六事件
四六事件（よんろくじけん）は、1948年から1949年にかけて台湾で発生した、中華民国政府による最初の大規模な学生弾圧事件。
1948年、台湾省立師範学院が主体と国立台湾大学と聯合し公費支援制度の向上を要求した学生による「救苦・救難・救飢餓」をスローガンとするハンガーストライキが実施された。当時は中国大陸から台湾に逃れた学生が台大及び師院に少なからず在籍しており、また台湾の多くの知識人が社会主義の素朴な思想の影響を受け、国民政府への信頼喪失と中国共産党を精神のよりどころとし、大陸の学生運動と台湾の学生運動を結合させようとした。これが後に政府当局の大規模な学生逮捕へと繋がった。
1949年3月20日21時15分頃、台大法学部1年の何景岳と師院博物学科の李元勲が自転車に二人乗りをし大安橋付近に差し掛かった際、中山路（一説には中正東路）の警官である謝延長により交通規則として誰何され、双方に衝突が発生、両名の学生が暴行を受け、22時頃に台北市第四警察分局（大安分局）に連行された。その後学生が警察署を包囲、1.警察所長による直接の謝罪、2.暴行を行った警察官の処分、3.今後同様の事件が発生しないことの保証の3点を要求した。
翌日、台大と師院の学生は台北市警察総局を包囲、中国大陸の学生運動の歌である『你是灯塔（中国語: 你是燈塔）』、『跌倒算什麼』を歌い、大陸の学生運動のスローガンである「反内戦」、「反飢餓」、「反迫害」を唱えたことにより当局の大きな関心を引き、大学が中国共産党の指導、影響を深くと判断された。3月29日、台大法学部はキャンプファイヤーを開催、大陸解放区の楽曲を高唱し、その情報は当時台湾に派遣されていた陳誠にもたらされ、陳誠は学生運動の鎮圧を決定した。
1949年4月6日、軍及び警察は台大及び師院宿舎を包囲し学生を逮捕する行動に出た。学生側はテーブルや椅子でバリケードを築き対抗したが、軍警察はバリケードを突破、トラックにより大量の学生を連行した。師院自治会首席の周慎源は逮捕を免れたが、間もなく清郷で殺害された。逮捕された学生は多くが銃殺、あるいは中国大陸に逃れている。
一部学生が逮捕、殺害された他、台湾省政府は師院への休校を命令、全ての学生は改めて学生登録を行うことを決定し学生の整理を行うと同時に、大学側も軍事的な管理方式を採用するようになった。
一般的に「四六事件」は1940年代後半の台湾における白色テロの一事件とされている。